# Songo
Songo è una municipalità dell'Angola appartenente alla provincia di Uíge. Ha 548.853 abitanti (stima del 2006).
Il capoluogo è Songo.